# Fabio Luisi

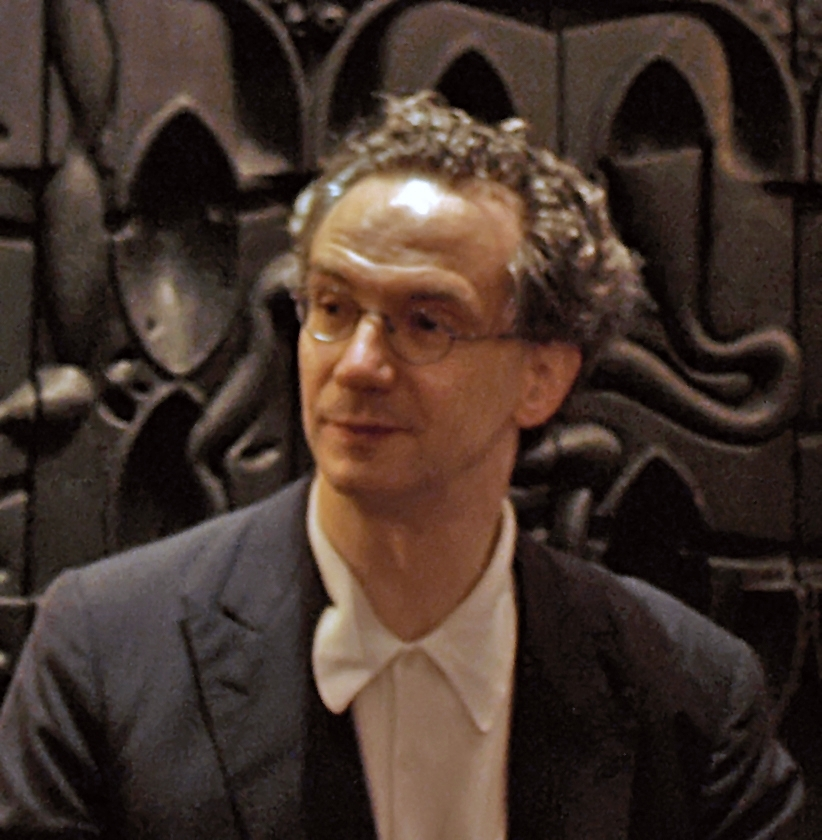
Fabio Luisi in 2009

Fabio Luisi (Genua, 17 januari 1959) is een Italiaans dirigent.

## Loopbaan
Fabio Luisi bezocht het Conservatorio Nicolò Paganini in Genua, waar hij studeerde bij Memi Schiavina. Nadat hij daar was afgestudeerd als pianist volgde hij lessen bij Aldo Ciccolini en Antoni Bacchelli.
Luisi ontwikkelde belangstelling voor orkestdirectie terwijl hij werkte als repetitor, en ging naar het conservatorium in Graz om te studeren bij Milan Horvat. Vervolgens werkte hij bij de Oper Graz als repetitor en dirigent. Zijn eerste optreden als dirigent was in Italië in 1984. Van 1990 tot 1995 was hij chef-dirigent van het toen opgerichte recreation – Großes Orchester Graz. Van 1995 tot 2000 was hij artistiek directeur en eerste dirigent van het Tonkünstler-Orchester Niederösterreich. Van 1996 tot 2007 was hij chef-dirigent van het Mitteldeutscher Rundfunk Sinfonieorchester in Leipzig, de eerste drie jaar als lid van een driemanschap met Marcello Viotti en Manfred Honeck. Daarnaast was hij van 1997 tot 2002 eerste dirigent van het Orchestre de la Suisse Romande. Daarna combineerde hij diverse functies: van 2004 tot 2012 was hij chef-dirigent van de Semperoper in Dresden, van 2005 tot 2013 ook van de Wiener Symphoniker en van 2007 tot 2010 ook van de Staatskapelle Dresden.
In maart 2005 maakte Luisi zijn Amerikaanse debuut bij de Metropolitan Opera met Don Carlos van Giuseppe Verdi. Als operadirigent maakte hij opnamen van onder meer Aroldo, Jérusalem en Alzira van Giuseppe Verdi en Guillaume Tell van Gioacchino Rossini.
Luisi's vaste contract bij de Metropolitan Opera, waar hij de taken van James Levine overnam, liep van 2012 tot 2017. Sindsdien is hij chef-dirigent van het Deens Radio Symfonieorkest in Kopenhagen, waarmee hij zijn contract verlengde tot 2026. Hij leidde van 2012 tot 2021 ook het Opernhaus Zürich en versterkte daar de positie van het opera-orkest, dat bij zelfstandige optredens de naam Philharmonia Zürich gebruikt. Daarnaast werd hij per 2020 benoemd tot chef-dirigent van het Dallas Symphony Orchestra als opvolger van Jaap van Zweden en in 2022 ook tot chef-dirigent van het NHK-symfonieorkest in Tokio als opvolger van Paavo Järvi.

## Parfum
Naast zijn muzikale activiteiten is Luisi ook actief in de parfumindustrie. In 2011 richtte hij in New York de FL Parfums LLC op, met een eigen parfumlijn die gebruik maakt van natuurlijke geurstoffen.